# NGC 1460
NGC 1460 is een balkspiraalstelsel in het sterrenbeeld Eridanus. Het hemelobject werd op 28 november 1837 ontdekt door de Britse astronoom John Herschel.

## Synoniemen
- PGC 13805
- ESO 358-62
- MCG -6-9-31
- AM 0344-365
- FCC 310